# Roland (vonat)
A Roland  egy nemzetközi vonat volt, mely 1939-ben indult és 1998. szeptember 26-ig közlekedett (ekkor már csak mint InterCity). A járatot a DRG / Deutsche Bundesbahn / Deutsche Bahn (DB), az SBB-CFF-FFS és a FS üzemeltette.

## Története
A Roland járat egy olyan expresszvonat volt, amely elsősorban Németország területén közlekedett, de egyidőben nemzetközi vonat is volt. Az 1939-ben elindított, de a Második világháború alatt felfüggesztett és 1952-ben ismét elindított járatot Németországban a Deutsche Reichsbahn, majd a Deutsche Bundesbahn (DB), végül a Deutsche Bahn (DB) működtette.
Nemzetközi vonatkozásban a vonatot a Svájci Szövetségi Vasutak is üzemeltette (SBB-CFF-FFS); 1969 és 1979 között az üzemeltetők között szerepelt az Olasz Államvasút (FS) is.
A vonat arról a Roland-szoborról kapta a nevét, amelyet 1404-ben a németországi Bréma piacterén (Rathausplatz) állítottak fel, és azóta a város szimbólumává vált. A szoborral ábrázolt személy Roland frank katonai vezetőnek állít emléket, aki a I. Károly frank császár alatt szolgált.
Az évek során a Roland járat végállomásai, útvonala, kocsiosztályai jelentősen változtak. Tekintettel azonban a vonat nevére, az útvonal mindig érintette Bremen Hauptbahnhofot, Bréma városában. Amikor 1939-ben elindították, a Roland járat ún. Fernschnellzug (FD) volt. A háború utáni 1952-es újraindításakor a Schnellzug (D) kategóriába került. Körülbelül 1956 után a járat csak első osztályú kocsikból álló F-Zug-gá vált.
1969. június 1-jén a Roland járat Trans-Europ-Express (TEE) járattá vált, amely a Bréma-Frankfurt-Milánó útvonalon közlekedett.
1979. május 27-én az útvonalat Bréma-Frankfurt-Stuttgart irányába változtatták és a közlekedését csak a hétköznapokra csökkentették. A TEE Roland e második verziója csak egy évig működött, utoljára 1980. május 30-án közlekedett. Működését a nyári menetrend kezdetén, június 1-jén felfüggesztették, és csak a következő télen indult el újra. A tervek szerint ezután csak télen közlekedett volna, de ez nem történt meg. Azonban egy évnyi szünet után a Roland 1981-ben visszatért a sínekre InterCity (IC) formájában és a csak első osztályú kocsik mellé másodosztályú kocsikat is besoroztak, kezdetben Bréma - Bázel irányában, 1985 végétől pedig a Hamburg-Köln-Frankfurt útvonalon közlekedett.
1998-ban a járatot helyettesítés nélkül végleg megszüntették.

## Menetrend
| TEE 75 | Ország      | Állomás                 | km   | TEE 74 |
| ------ | ----------- | ----------------------- | ---- | ------ |
| 08:23  | Németország | Bremen Hbf              | 0    | 21:48  |
| 09:18  | Németország | Hannover Hbf            | 122  | 20:54  |
| 10:09  | Németország | Göttingen               | 293  | 19:49  |
| **:**  | Németország | Fulda                   | 367  | 18:31  |
| 12:26  | Németország | Frankfurt (Main) Hbf    | 471  | 17:36  |
| 13:16  | Németország | Mannheim Hbf            | 552  | 16:49  |
| 13:45  | Németország | Karlsruhe Hbf           | 613  | 16:15  |
| 13:59  | Németország | Baden Oos               | 645  | 15:59  |
| 14:45  | Németország | Freiburg (Breisgau) Hbf | 747  | 15:14  |
| 15:18  | Németország | Basel Badischer Bahnhof | 799  | 14:43  |
| 15:58  | Svájc       | Basel SBB               | 804  | 14:25  |
| 17:00  | Svájc       | Luzern                  | 900  | 13:23  |
| 19:15  | Svájc       | Bellinzona              | 1070 | 11:06  |
| 19:42  | Svájc       | Lugano                  | 1099 | 10:41  |
| 20:05  | Svájc       | Chiasso                 | 1125 | 10:19  |
| 21:23  | Olaszország | Como                    | 1130 | 11:01  |
| 22:00  | Olaszország | Milano Centrale         | 1176 | 10:26  |